# Dan Goor
Pour les articles homonymes, voir Goor (homonymie).
Daniel Joshua Goor, né le 28 avril 1975 à Washington, est un scénariste, réalisateur et producteur de télévision américain. Il a notamment travaillé sur les émissions The Daily Show, Last Call with Carson Daly et Late Night with Conan O'Brien, ainsi que sur les séries Parks and Recreation et Brooklyn Nine-Nine.

## Biographie
Dan Goor est de confession juive. Il est marié depuis 2003 à Purvi Harikant Shah.

## Filmographie

### Scénariste

#### PourParks and Recreation
| Titre                     | Titre original            | Saison | Épisode | Réalisateur     |
| ------------------------- | ------------------------- | ------ | ------- | --------------- |
| La Journaliste            | The Reporter              | 1      | 3       | Jeffrey Blitz   |
| Chasseur Chassé           | Hunting Trip              | 2      | 10      | Greg Daniels    |
| Chez Leslie               | Leslie's House            | 2      | 14      | Alex Hardcastle |
| Fermeture                 | Freddy Spaghetti          | 2      | 24      | Jason Woliner   |
| La fête des récoltes      | Harvest Festival          | 3      | 7       | Dean Holland    |
| Le p'tit Sébastien        | Li'l Sebastian            | 3      | 16      | Dean Holland    |
| La rupture                | I'm Leslie Knope          | 4      | 1       | Troy Miller     |
| Le procès de Leslie Knope | The Trial of Leslie Knope | 4      | 9       | Dean Holland    |
| Un monde de requins       | How a Bill Becomes a Law  | 5      | 3       | Ken Whittingham |

#### PourBrooklyn Nine-Nine
| Titre                         | Titre original            | Saison | Épisode | Réalisateur              |
| ----------------------------- | ------------------------- | ------ | ------- | ------------------------ |
| Le nouveau capitaine          | Pilot                     | 1      | 1       | Phil Lord & Chris Miller |
| Le Garde du Corps             | Christmas                 | 1      | 11      | Jake Szymanski           |
| Opération : Plume Brisée      | Operation: Broken Feather | 1      | 15      | Julie Anne Robinson      |
| Capitaine Peralta             | Captain Peralta           | 2      | 18      | Eric Appel               |
| Coral Palms : Première partie | Coral Palms, Pt. 1        | 4      | 1       | Michael McDonald         |
| Halloween V                   | HalloVeen                 | 5      | 4       | Jaime Babbit             |

#### Autre
- 2011 : Family Practice (téléfilm), réalisé par Ted Wass

### Réalisateur
- 2012 : Parks and Recreation (2 épisodes)
- 2016-2018 : Brooklyn Nine-Nine (3 épisodes)

### Producteur
- 2011 : Family Practice (producteur exécutif)
- 2009-2013 : Parks and Recreation (84 épisodes)
- 2016 : The Good Place (2 épisodes)
- 2013-2021 : Brooklyn Nine-Nine (producteur exécutif) (153 épisodes)
- 2021- : Grand Crew (producteur exécutif) (7 épisodes)

### Acteur
- 2011 : The Office : le patron du bar (Saison 7, épisode 16)